# Länsväg N 873
Länsväg N 873 är en övrig länsväg i Hylte kommun i Hallands län (Småland) som går mellan byn Skoga i Färgaryds distrikt (Färgaryds socken) och byn Nissaryd i Långaryds distrikt (Långaryds socken). Vägen är åtta kilometer lång och passerar bland annat  byarna Ekenäs och Bexet samt Färgaryd, kyrkbyn i Långaryds socken. Från Skoga fram till Ekenäs är vägen belagd med grus, därefter är den belagd med asfalt fram till och med Bexet. Efter Bexet fortsätter vägen som grusväg fram till korsningen med länsväg N 870 i Färgaryd. Mellan Färgaryd och Nissaryd är vägen belagd med asfalt. Hela vägen (med undantag för en kort sträcka delad med länsväg N 870) har hastighetsgräns 70 km/h.
Vägen ansluter till:
- Länsväg N 650 (vid Skoga)
- Länsväg N 870 (vid Färgaryd)
- Länsväg N 879 (vid Nissaryd)